# Karl Josef Erbs
Karl Josef Erbs (* 31. Juli 1885 in Heinrichau, Kreis Münsterberg, Provinz Schlesien; † 3. Januar 1970) war ein deutscher Architekt, Baubeamter und Hochschullehrer, der als Stadtbaurat in Reichenbach im Eulengebirge sowie in Brandenburg an der Havel wirkte und später als Professor für Landwirtschaftliches Bauen an der Technischen Universität Berlin lehrte.

## Leben
Erbs studierte in Breslau an der Baugewerbeschule und an der Kunstakademie als Schüler von Hans Poelzig. Nach Aufenthalten in Stettin und Bremen fungierte er in den 1920er Jahren als Stadtbaurat in Patschkau, Reichenbach und ab 1928 in Brandenburg. Nachdem er die Stelle in Brandenburg angetreten hatte, holte er seinen Studienabschluss an der Technischen Hochschule nach.
Während des Zweiten Weltkriegs lehrte Erbs von 1942 bis 1945 als Kriegshilfsdozent an der Ingenieurakademie im mecklenburgischen Strelitz. Nachdem er bereits in den Vorjahren Erfahrungen in den Bereichen Siedlungsplanung und ländliches Bauen sammeln konnte, brachte er bald nach Kriegsende Planungsvorschläge für Neubauernhöfe und -siedlungen ein. Ab Herbst 1945 bis 1949 amtierte er als Ministerialdirektor und Leiter der Hauptabteilung Bauwesen im Wirtschaftsministerium des Landes Brandenburg. 1946 verantwortete er die Formulierung des Aufbaugesetzes des Landes. Ab 1947 war er auch als Lehrbeauftragter für Neubauernsiedlung und Aufbau des Landes in der Fakultät II für Architektur der Technischen Universität Berlin tätig.
Erbs war zwar Mitglied der SED, wurde aber in der Sowjetischen Besatzungszone beschuldigt, reaktionär und bürgerlich zu sein, so dass er 1949 nach West-Berlin emigrierte. Ab 1952 lehrte er als Privatdozent und von 1953 bis 1956 als außerplanmäßiger Professor für Landwirtschaftliches Bauen an der Fakultät III Architektur der TU Berlin. Er war ordentliches Mitglied der Akademie für Städtebau.

## Bauten und Entwürfe
- 1925–1927: Stadtbad (seit 1945 polnisch Zakład Balneologiczny) in Reichenbach im Eulengebirge (Dzierżoniów) im Stil des Neuen Bauens (nach 1945 umgebaut)
- 1928–1929: Landwirtschafts- und Gewerbeschule in Reichenbach im Eulengebirge (Dzierżoniów, ul. Kościuszki 1–3), modernistisches zweiflügliges Gebäude[4]
- 1929–1930: Feuerwache in Brandenburg, Franz-Ziegler-Straße 28 (unter Denkmalschutz)[5]
- 1929–1930: Wohnsiedlung in Brandenburg, Maerckerstraße 1–9, Baebenrothufer 1–6, Meyerstraße 1–4, 25–27, Reimerstraße 1–14 und Wilhelmsdorfer Landstraße 32 (Entwurf: Ludwig Schlegel; unter Denkmalschutz)[6]
- 1929–1930: „Wohlfahrtsforum“ in Brandenburg, bestehend aus Gebäude der AOK, Stadtbad und Turnhalle (mit Paul Hammer, Lars Hakanson und Willi Ludewig; unter Denkmalschutz)[7]
- 1931–1932: katholische Kirche St. Bonifatius in Bad Belzig[8]
- 1934: katholische Kirche St. Bernhard in Brandenburg (unter Denkmalschutz)[9]
- 1937–1938: Schulgebäude in Brandenburg, Magdeburger Landstraße 124 (heute Havelschule)
- 1954–1955: katholische Kirche St. Otto in Berlin-Zehlendorf (im Stil der Heimatschutzarchitektur der 1930er Jahre, unter Denkmalschutz)

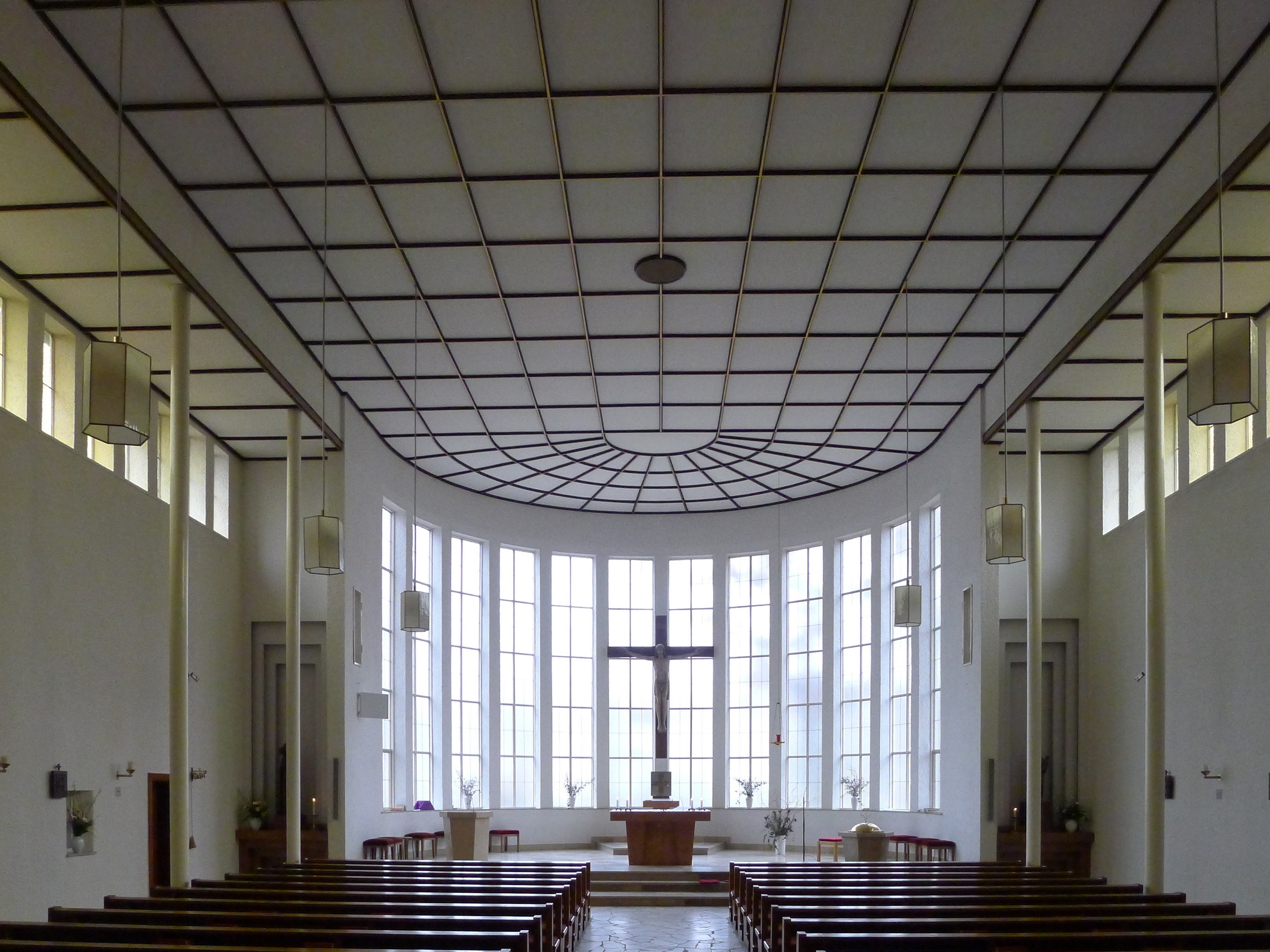
Innenraum der Kirche St. Otto in Berlin-Zehlendorf
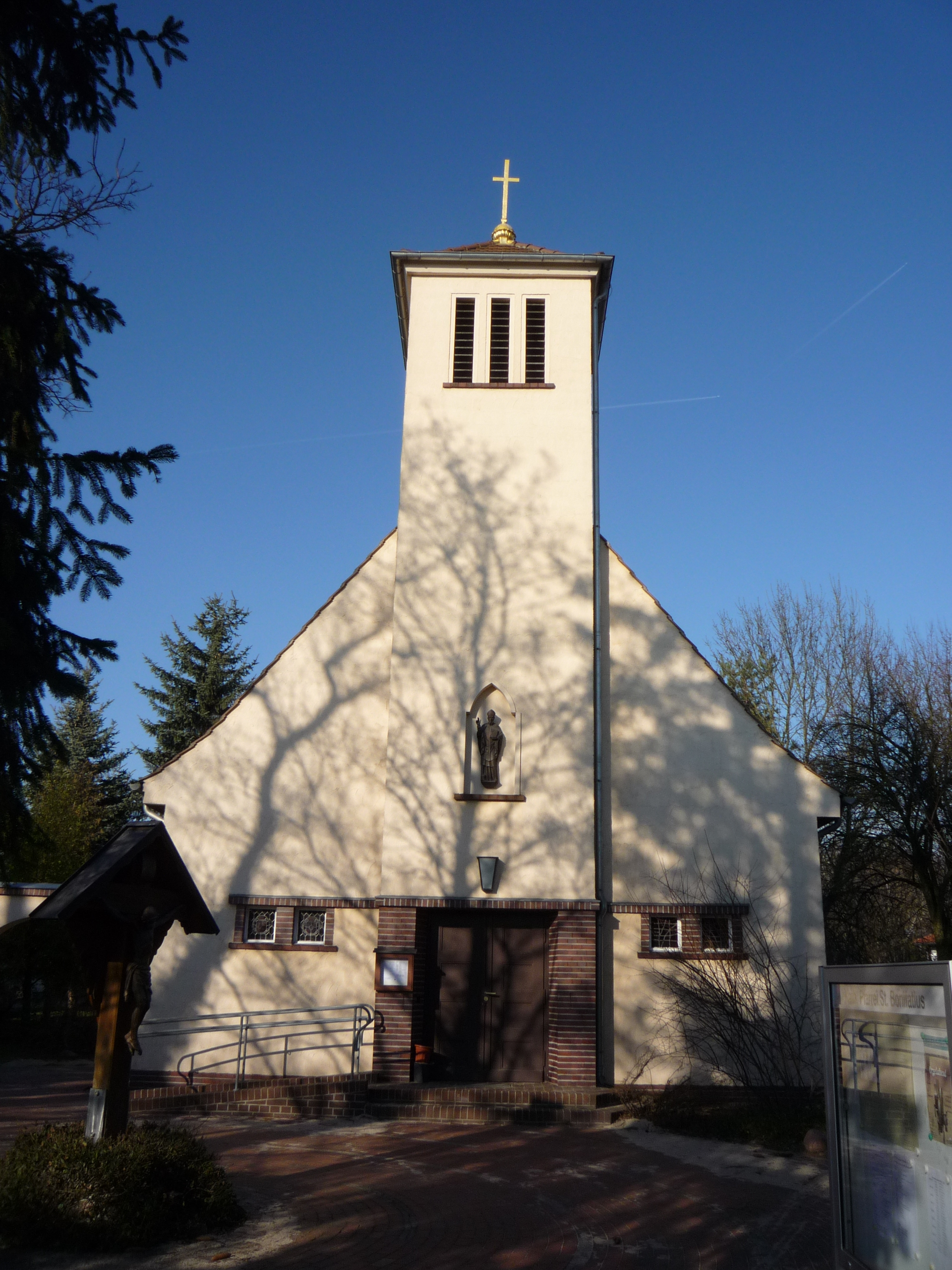
Kirche St. Bonifatius in Bad Belzig
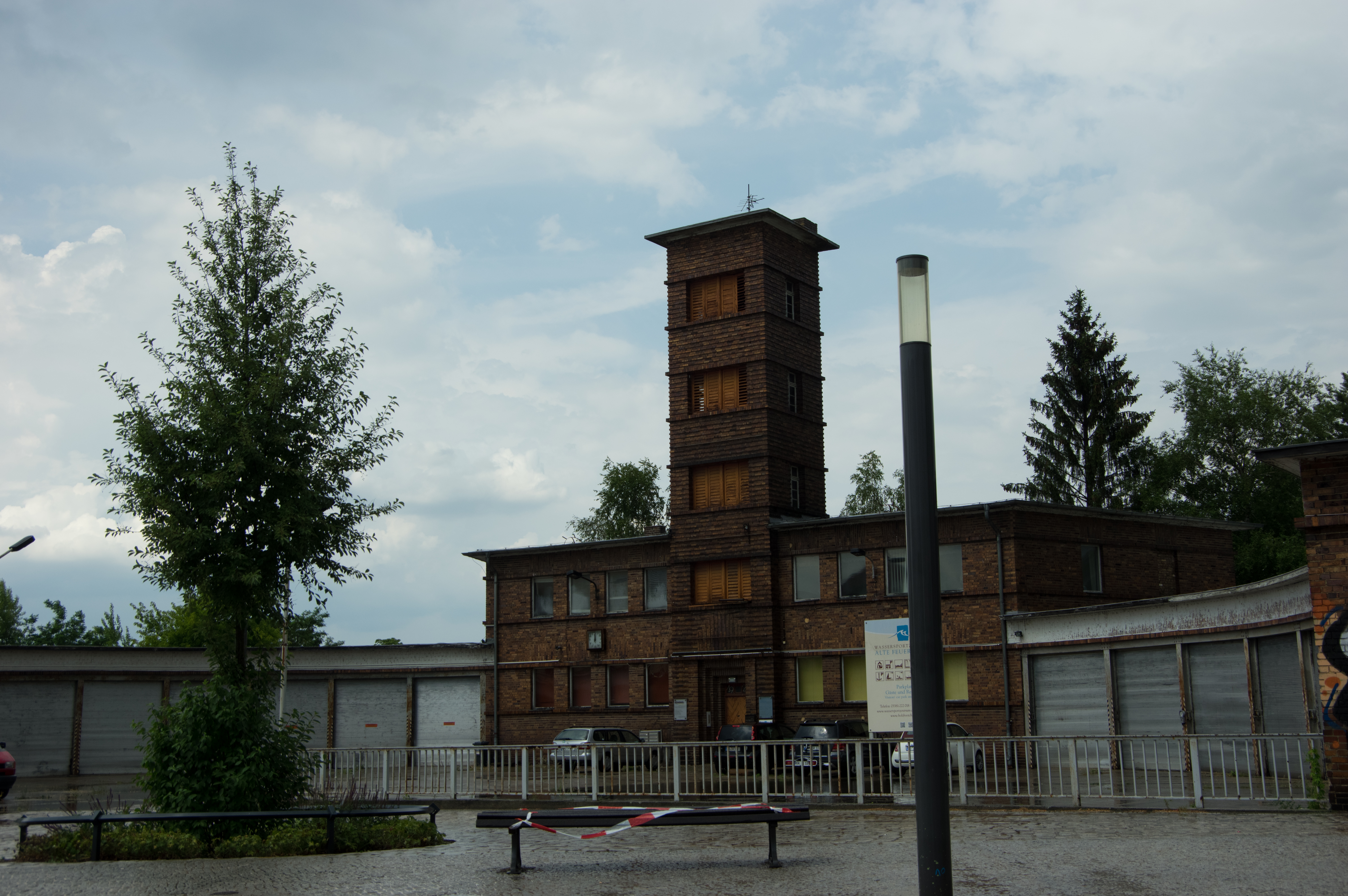
Feuerwache in Brandenburg an der Havel
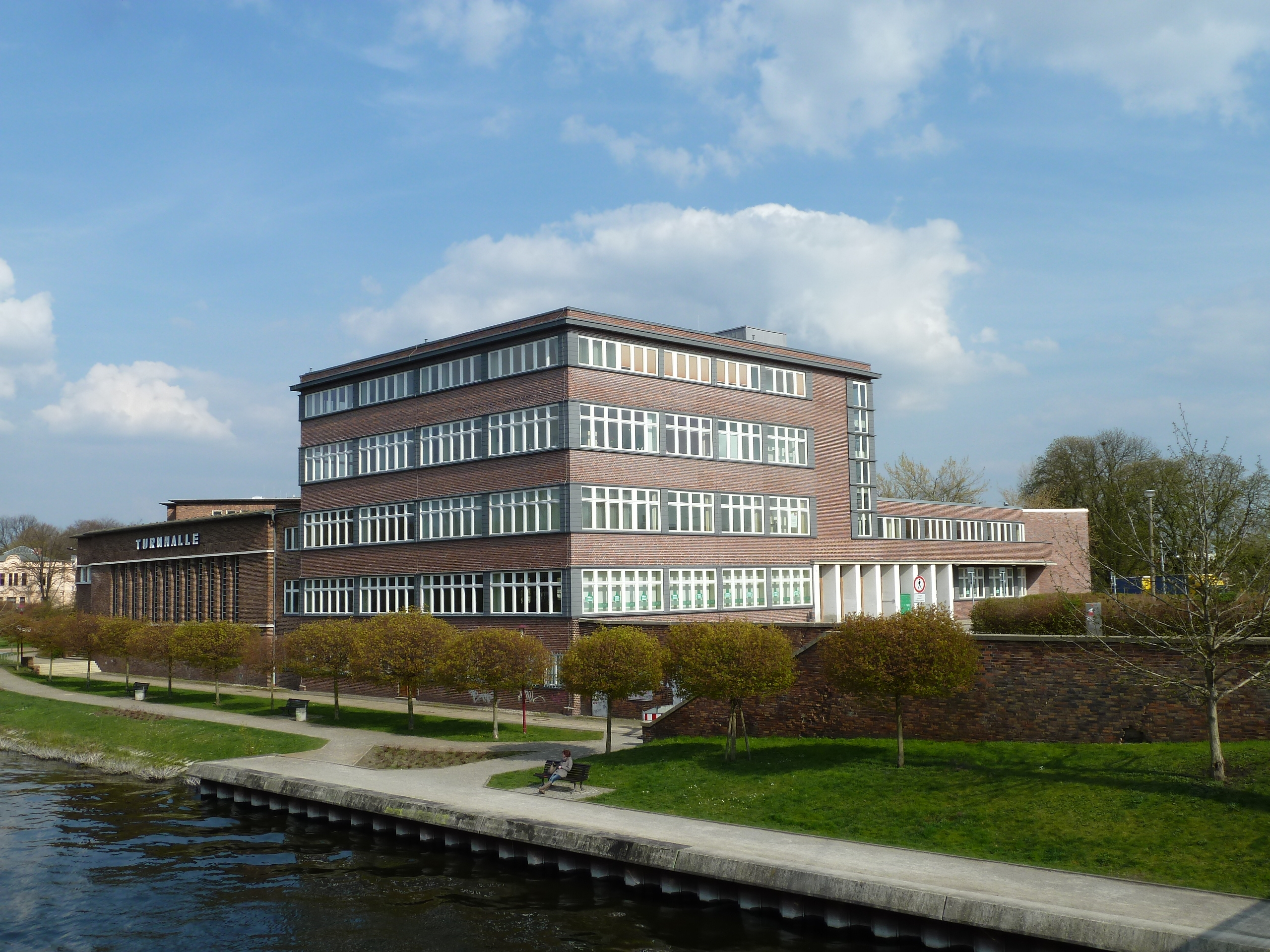
Wohlfahrtsforum in Brandenburg an der Havel
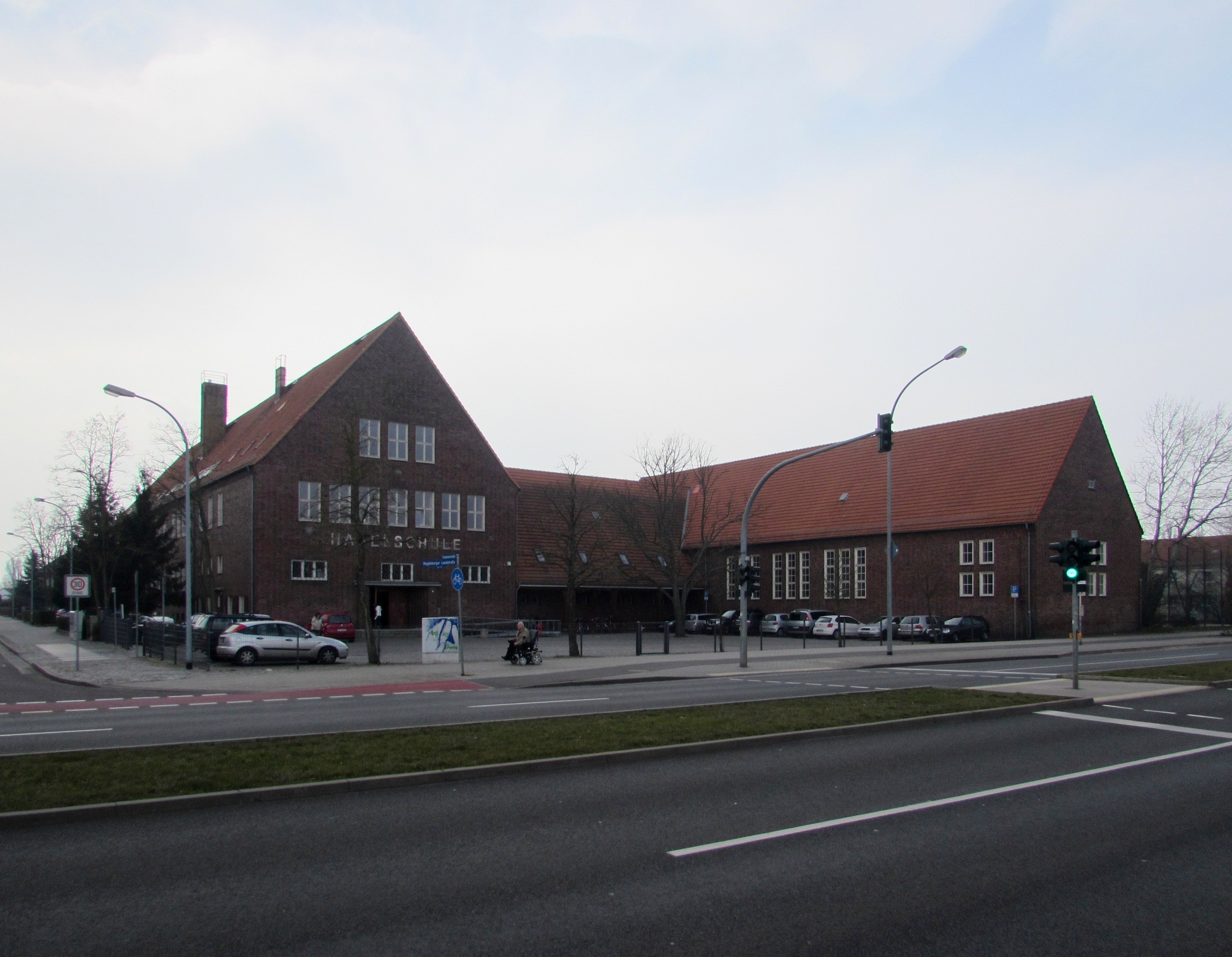
Havelschule in Brandenburg